# Erni Bieler

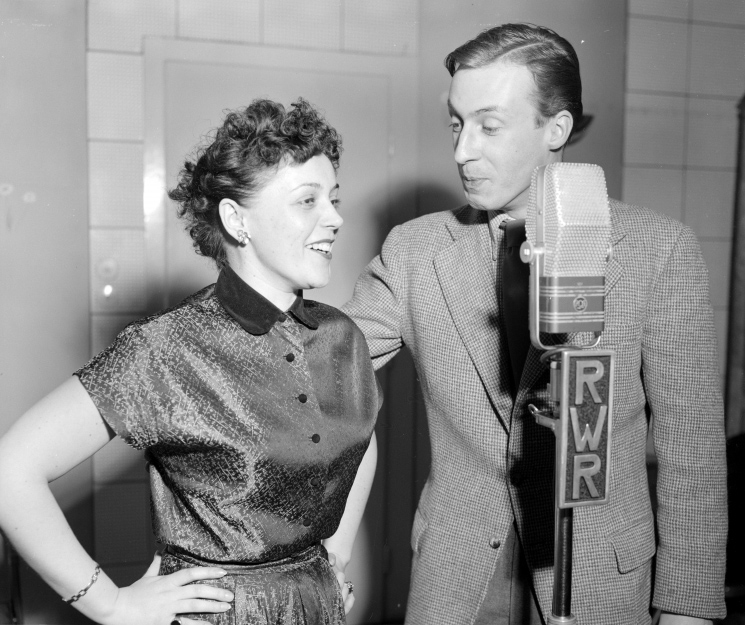
Erni Bieler und Peter Alexander im Studio des Senders Rot-Weiß-Rot (1952)

Erni Bieler, eigentlich Ernestine Geisbiegler (* 18. Mai 1925 in Wien; † 11. Juli 2002 ebenda), war eine österreichische Jazz- und Schlagersängerin.

## Biografie
Trotz ihrer Ausbildung zur Koloratursopranistin, die sie 1945 beendete, wandte sie sich der leichten Muse zu. Sie gründete zusammen mit ihren Kommilitoninnen Ina und Toni Winkler das Vienna Terzett. Zudem trat sie im Hot Club Vienna von Hans Koller auf.
Ihren Künstlernamen Erni Bieler erhielt sie von dem Musikproduzenten Gerhard Mendelson, der ihr 1947 einen Plattenvertrag verschaffte. Sie debütierte bei Astra-Schall und Harmona, weitere Titel nahm sie bei Elite Special auf, unter anderem mit Rudi Hofstetter und Peter Alexander.
Später wechselte Erni Bieler zu Polydor. Hier begann 1954 ihre Karriere als Solo- und Ensemblesängerin. Jedoch erst 1956 konnte sie zusammen mit den Music-Boys ihren ersten Hit landen mit Lass die Welt darüber reden. 1958 trat sie für den Bayerischen Rundfunk in der deutschen Vorentscheidung zum Eurovision Song Contest an.
Nebenbei nahm sie unter ihrem Pseudonym Kitty Sisters Schallplatten bei Heliodor auf, auf denen sie deutschsprachige Versionen bekannter US-Hits interpretierte, zum Beispiel von Nat King Cole, Teresa Brewer, Janis Martin und den Chordettes. Durch die Mehrspurtechnik war es möglich geworden, dass Erni Bieler sich selbst begleitete. Mit Jimmy Makulis sang sie Uns trennen Länder. Als Begleitorchester wirkten keine geringeren als Max Greger, Horst Wende, Johannes Fehring und Erwin Halletz. Unter anderem übernahm sie den Gesangspart von Marianne Koch in der Operetten-Komödie Die Fledermaus mit Peter Alexander. Sie blieb bis 1962 bei Polydor.
Nachdem sie ihre Schlagerkarriere beendet hatte, nahm sie Mitte der 1960er Jahre kurzzeitig Wiener Operettenlieder für Amadeo und Ariola auf. Es folgten einige Rundfunkproduktionen. Dann zog sie sich mit dem Musiker Jula Koch ins Privatleben zurück.
In den 1970er und frühen 1980er Jahren war sie zu Gast in mehreren TV-Evergreen-Shows. Zuletzt sah man sie 1996 im Fernsehen, wo sie mit Rudi Hofstetter, einem ihrer früheren Gesangspartner, im Musikantenstadl eine Auswahl ihrer alten Erfolgstitel präsentierte. Ihre Grabstätte befindet sich in der Feuerhalle Simmering in Wien (Abt. 2, Ring 1, Gruppe 4, Nr. 240).

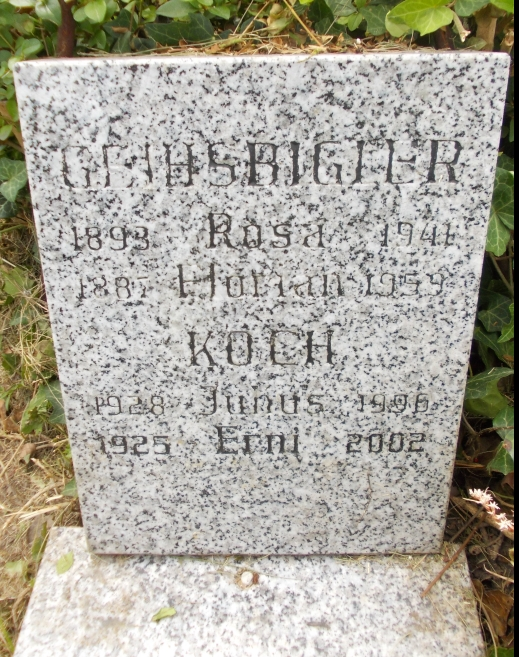
Erni Bieler Grabstätte

## Schallplattenerfolge
- Lollipop
- Küss mich einmal, küss mich zweimal
- Jambalaya (mit Peter Alexander)

## Diskografie
- Uns trennen Länder (mit Jimmy Makulis)
- Drei junge Musikanten aus Toscana (Uebernahme aus Italien: Aprite le finestre)
- Lass die Welt darüber reden
- So ein kleines bißchen Liebe (mit Peter Alexander)
- Sieben Tage lang
- Ja, ja, die Liebe in der Schweiz
- Eine weiße Hochzeitskutsche (mit Rudi Hofstetter)
- Zwei himmelblaue Augen (mit Rudi Hofstetter)
- Es flüstert die Liebe
- Lorilu
- Alles Glück auf dieser Welt (mit Jörg Maria Berg)
- Nur eine kleine Weile (mit Rudi Hofstetter)
- Glockengießer-Fox
- Mauerblümchen
- Optimisten-Boogie (mit Peter Alexander)
- Pfiffikus
- Eine Reise ins Glück
- Immer will ich treu dir sein
- Märchenland (mit Peter Alexander)